# دانشگاه ایالتی نیومکزیکو

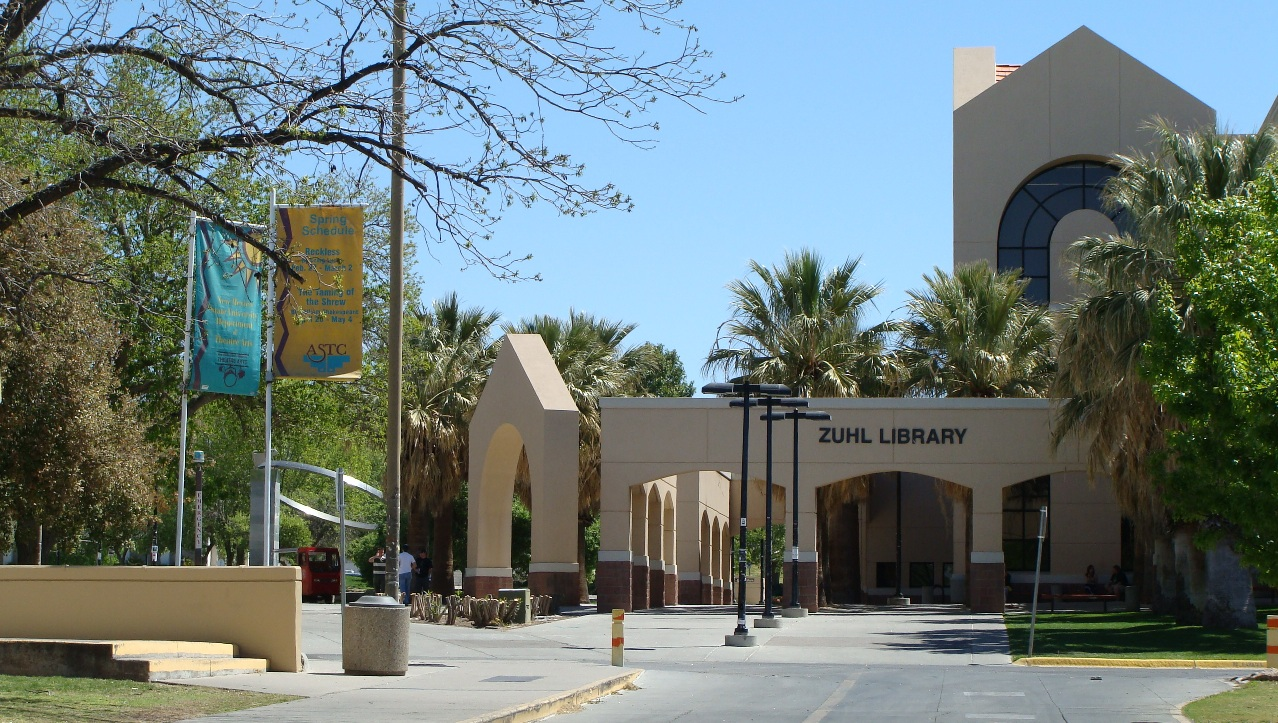
کتابخانه «زول»

دانشگاه ایالتی نیومکزیکو (به انگلیسی: New Mexico State University) یک دانشگاه تحقیقاتی دولتی در لاس کروسس واقع در ایالت نیومکزیکو آمریکا است که در سال ۱۸۸۸ میلادی بنیان‌نهاده شده‌است.

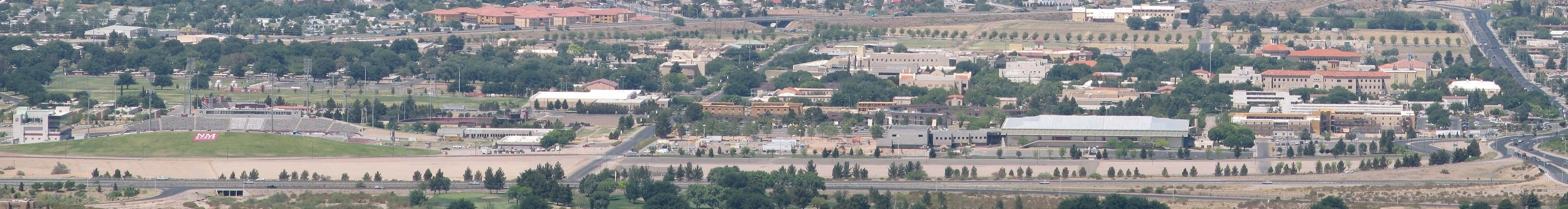
نمایی کلی از دانشگاه، استادیوم و خیابان اصلی دانشگاه